# Byrsonima bucherae
Byrsonima bucherae är en tvåhjärtbladig växtart som beskrevs av Harold Norman Moldenke. Byrsonima bucherae ingår i släktet Byrsonima och familjen Malpighiaceae. Inga underarter finns listade i Catalogue of Life.